# Hecatesia fenestrata
Hecatesia fenestrata là một loài bướm đêm thuộc họ Noctuidae. Nó là loài đặc hữu của vùng tây nam nước Úc.

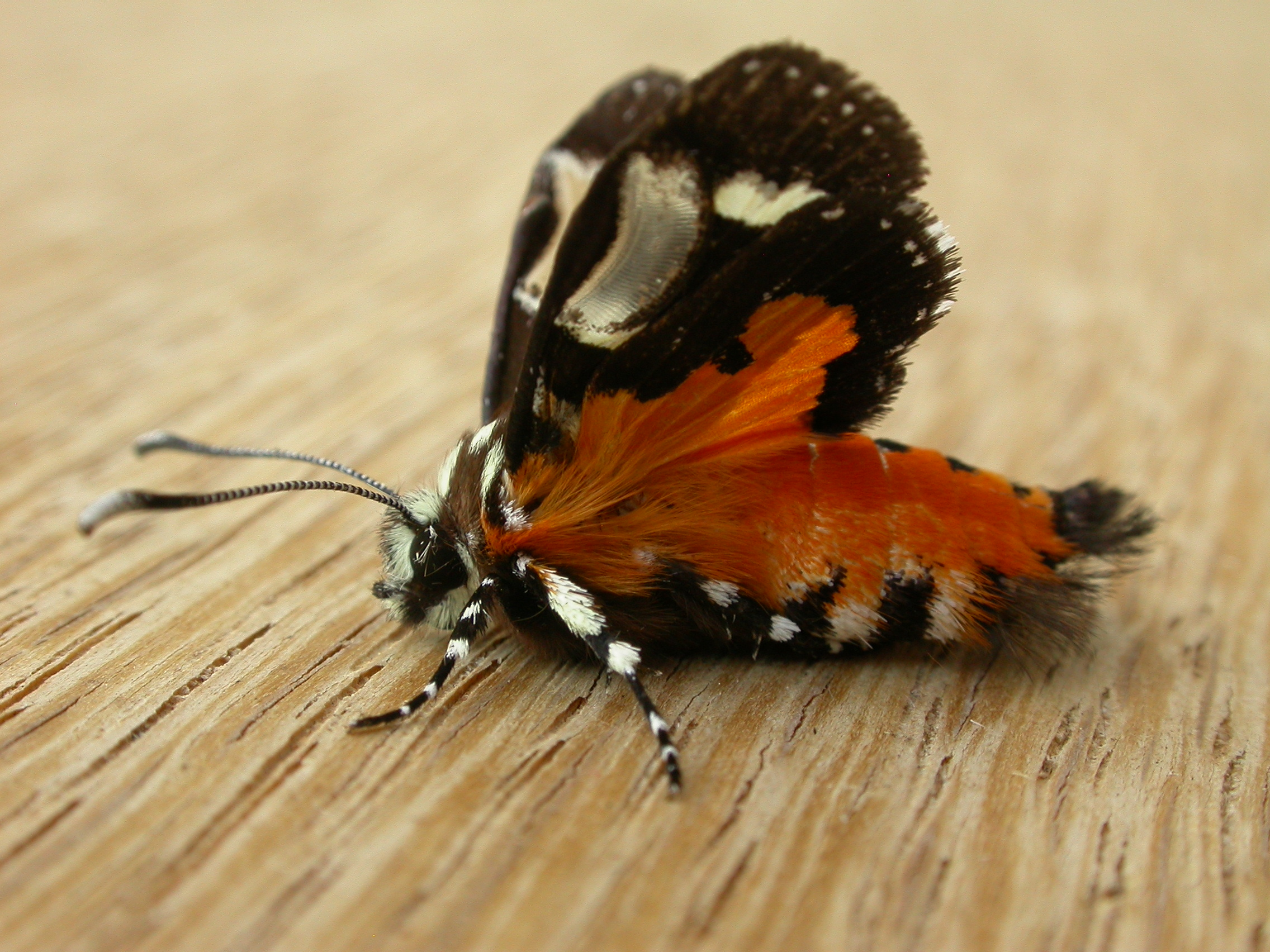
Con đực

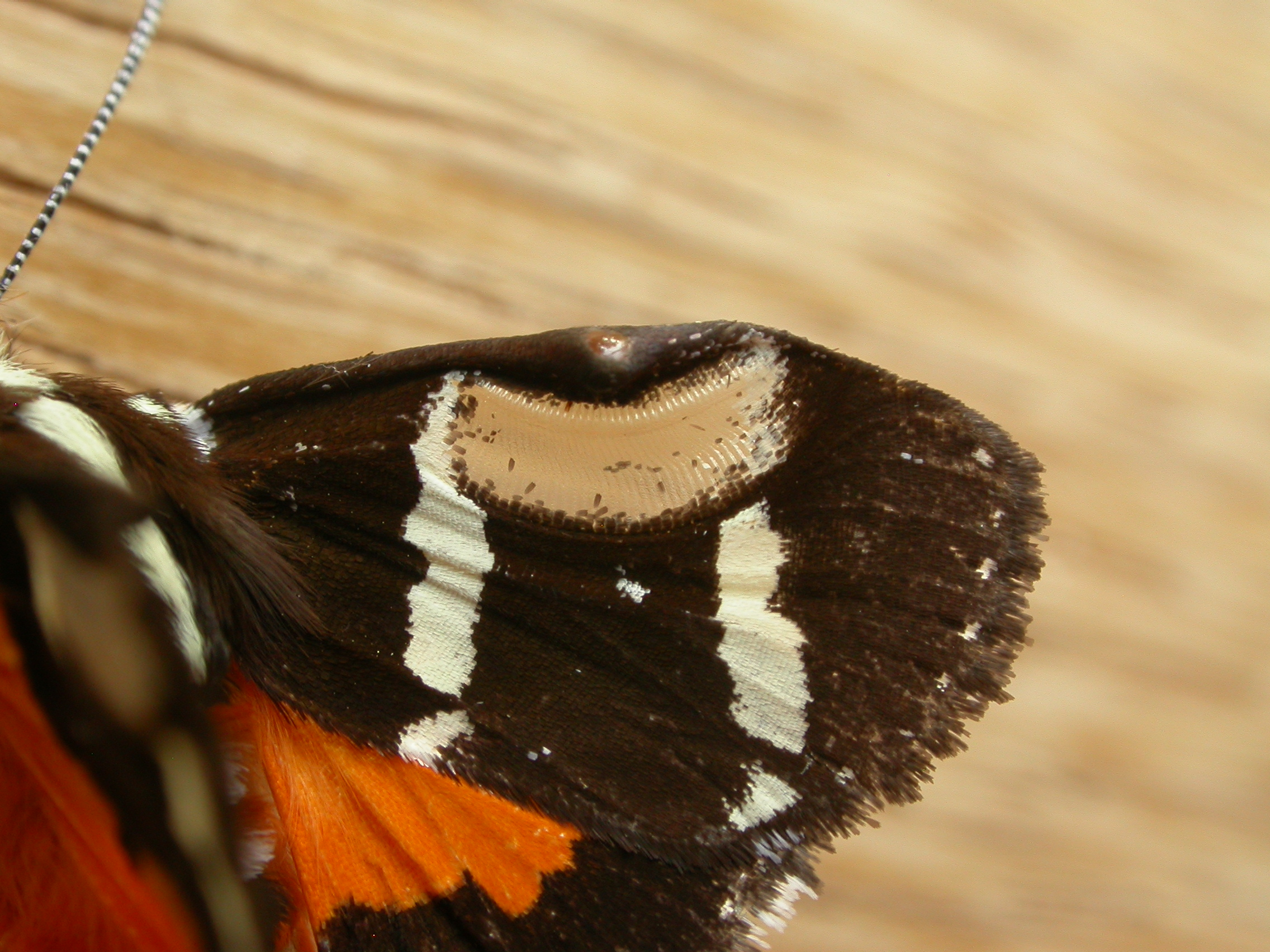
Chi tiết cánh

Sải cánh dài khoảng 30 mm. 
Ấu trùng ăn Cassytha melantha.

## Hình ảnh

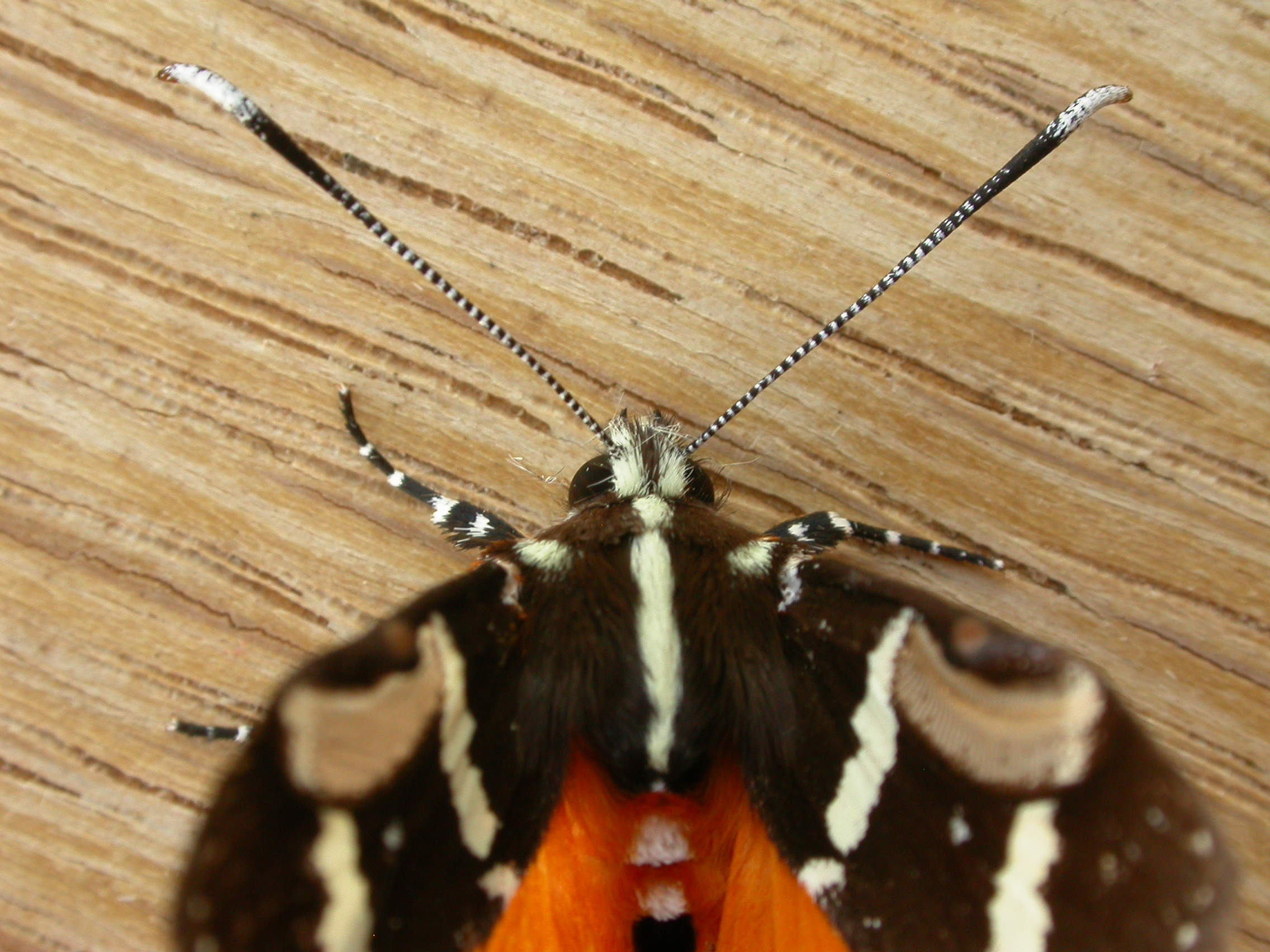
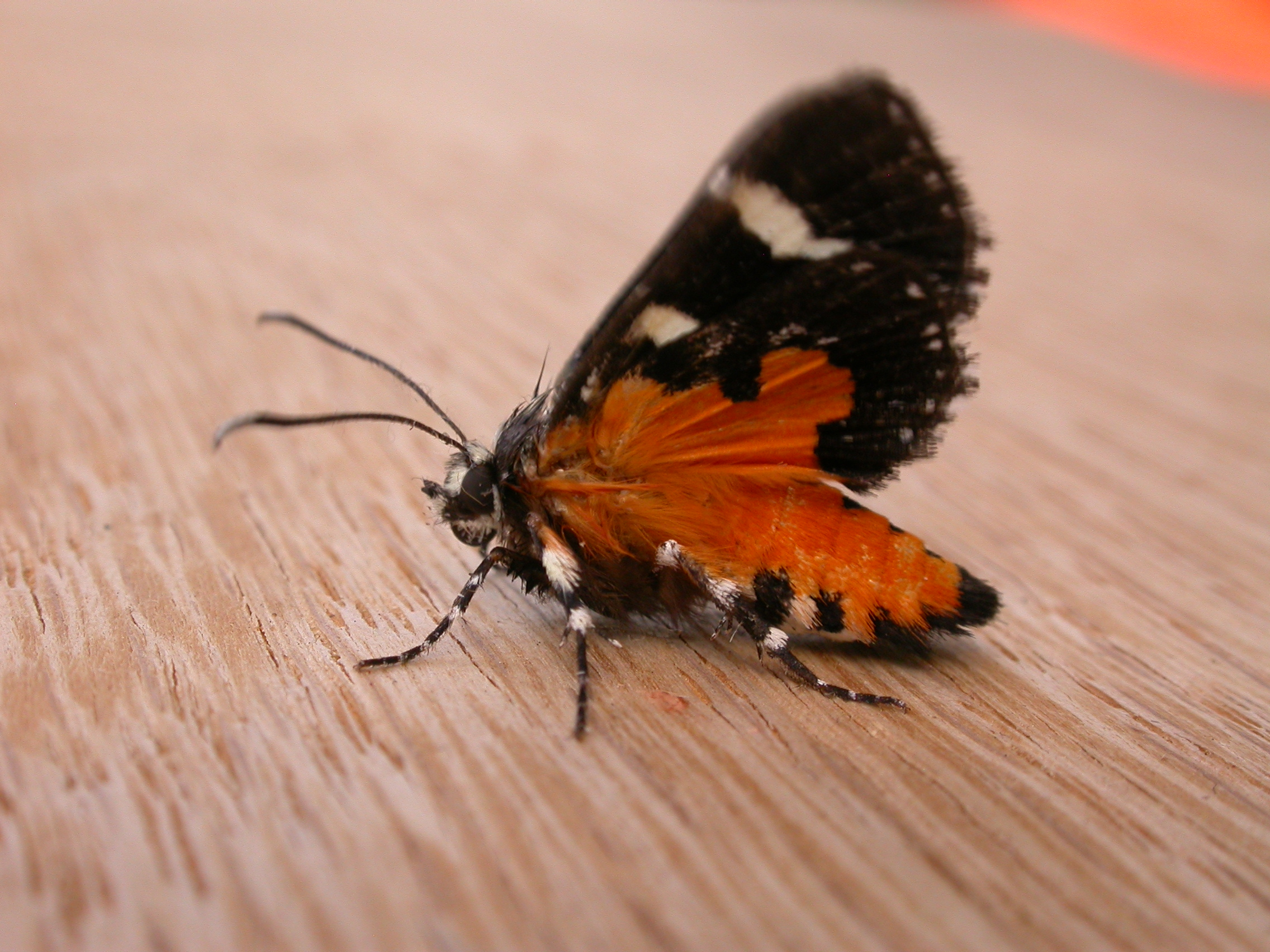
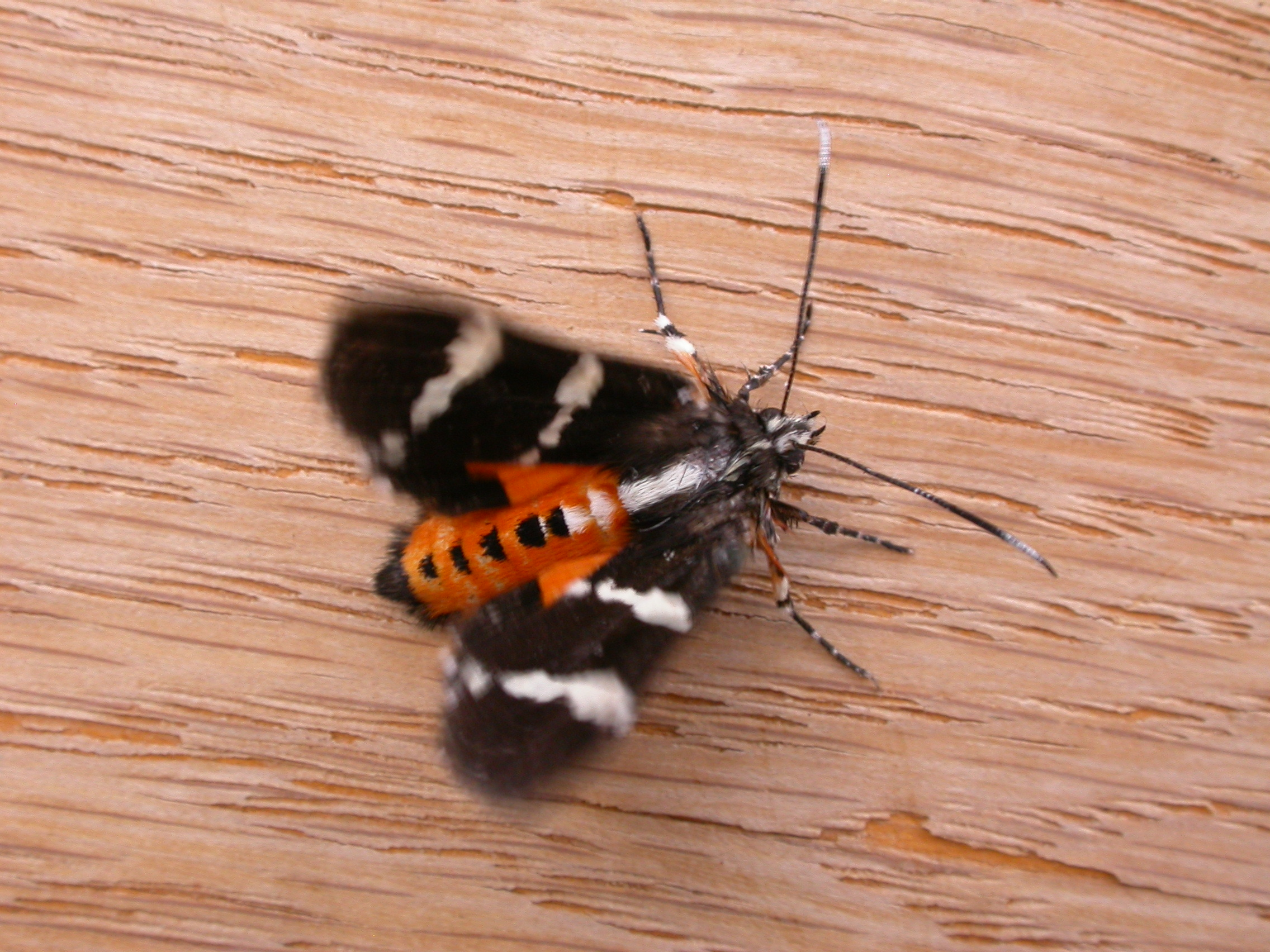
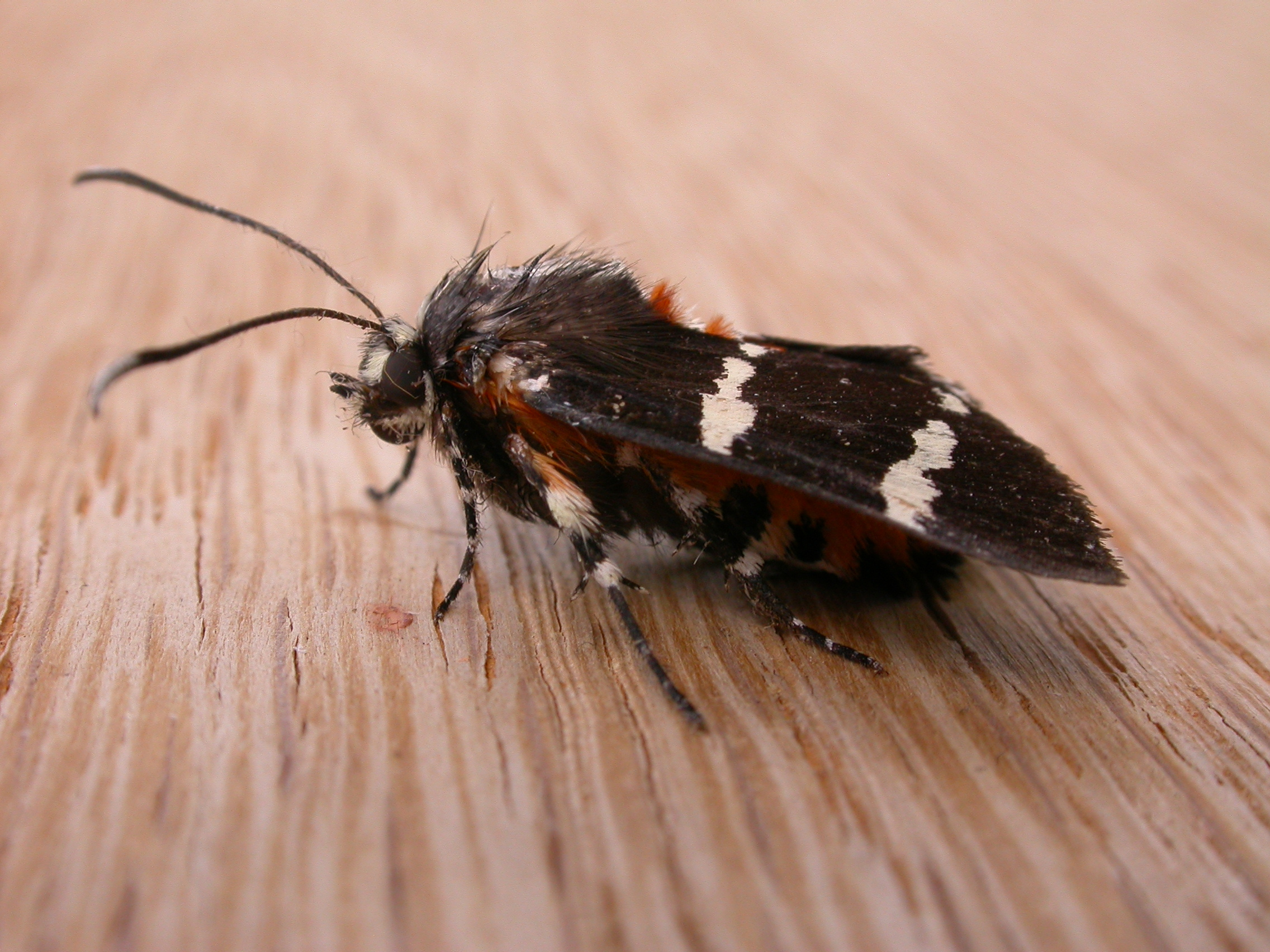